# Osiny (powiat wodzisławski)
Osiny – kolonia w Polsce położona w województwie śląskim, w powiecie wodzisławskim, w gminie Gorzyce na trasie linii kolejowej Wodzisław Śląski — Chałupki. W pobliżu znajduje się przystanek kolejowy Bełsznica.
W latach 1975–1998 miejscowość administracyjnie należała do województwa katowickiego.

Nieoficjalny herb wsi Osiny